# Ugobaldo degli Obizi
Ugobaldo degli Obizi, né à Lucques en Toscane (Italie), est un cardinal italien de l'Église catholique.

## Biographie
Ugobaldo degli Obizi est créé cardinal-prêtre le 14 mars  1058 par Étienne IX. Il joint l'obédience de l'antipape Clément III et meurt avant d'avoir donné sa soumission au pape légitime, pendant le pontificat d'Urbain II (1088-1099).